# Павлов Борис Іванович

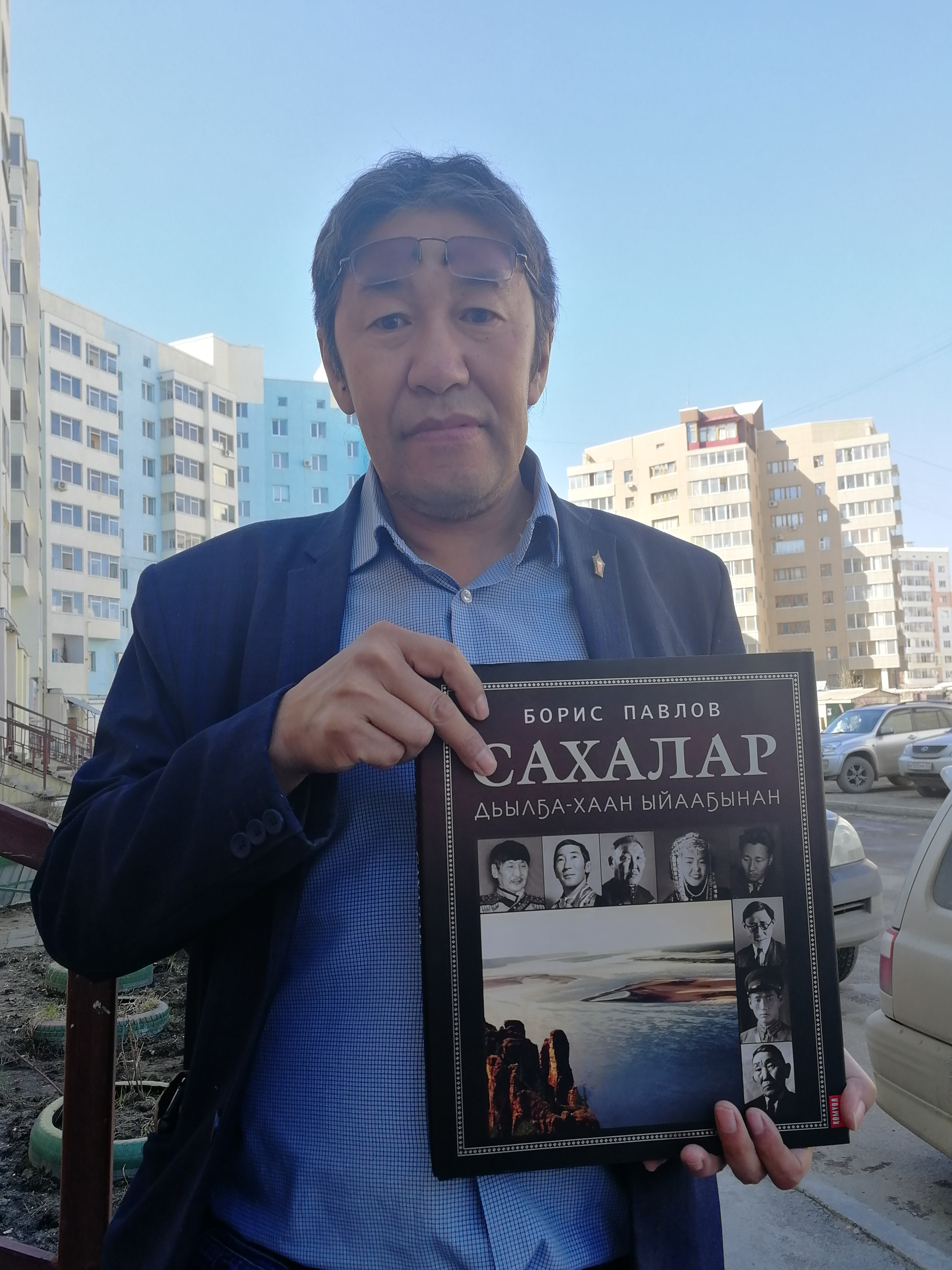
Б. І. Павлов із власною книгою

Борис Іванович Павлов (рос. Борис Иванович Павлов) — якутський письменник і журналіст. Керівник видавництва «Көмүөл». Головний редактор газети «Киин куорат» (укр. «Столиця»).
Походить із Баягантайського наслегу Томпонського улусу.

## Киниги
- «Американскай дэриэбинэ туhунан трагедия» (Дьокуускай, Көмүөл, 2012)
- «Сахалар. Дьылҕа-хаан ыйааҕынан» Борис Павлов. — Дьокуускай: Көмүөл, 2013. — 256 с. Национальнай бибилэтиэкэ кинигэ туһунан маннык суруйар: «Саха биллиилээх суруналыыһа Борис Иванович Павлов 90-с сылларга бэйэтэ туспа айар суоллаах ааптар быһыытынан ааҕааччыга биллибитэ. Кини бу кинигэтигэр саха чулуу дьонун дьылҕаларынан норуотун, көлүөнэтин инникигэ дьулуурун көрдөрүөн баҕарар. Кинигэ ааҕааччы киэҥ эйгэтигэр ананар.»